# 대한민국의 수신료 징수제
대한민국에서는 공영 방송인 한국방송공사(KBS)와 한국교육방송공사(EBS)의 운영을 위해 수신료 징수제를 실시하고 있다.
텔레비전방송 시청료로 불리다가 지난 1989년부터 텔레비전 방송수신료로 명칭이 바뀌었다. 1963년 시청료는 월 100원이었고 꾸준히 올라 1981년 컬러방송을 시작하며 수신료가 2500원이 되었다. 이후 KBS는 공영방송 재원의 안정화를 위해 수신료 인상을 꾸준히 추진해왔지만 정치권과 사회단체의 반대에 부딪혔다. 특히 정권 교체와 KBS사장 선임문제가 맞물리면서 매번 공영방송의 공정성 논란이 일고 수신료 인상안이 좌절되었다. 그러나 2009년 김인규 사장이 취임한 이후 수신료 인상문제가 다시 수면 위로 부상했다.

## 관련 법규
텔레비전방송을 수신하기 위하여 텔레비전수상기(이하 "수상기"라 한다)를 소지한 자는 대통령령이 정하는 바에 따라 공사에 그 수상기를 등록하고 텔레비전방송수신료(이하 "수신료"라 한다)를 납부하여야 한다.  — 방송법 64조  제64조 텔레비전수상기의 등록과 수신료 납부

## 수신료의 역사
- 1961년 12월 31일 서울텔레비전 방송국(KBS) 개국.
- 1963년 1월 1일부터 《국영TV방송사업운영에 관한 임시조치법 시행령》에 의거하여 월 100원의 ‘텔레비전방송시청료’를 징수함.
- 1981년 4월 컬러텔레비전 방송 시작과 함께 컬러TV는 월 2500원, 흑백TV는 800원을 징수. 흑백텔레비전에 대해서는 1984년 12월부터 시청료징수를 면제함.
- 1985년 시민단체에 의한 시청료 거부운동을 거친 뒤 1994년 10월부터 전기요금에 통합 징수됨.
- 현재, KBS 및 EBS가 변화된 미디어환경에 따른 경영혁신과 공적 프로그램 추가노력을 담보로,수신료 인상절차를 진행 중이다.[2][3]

| 1963년 | 1964년 | 1965년 | 1969년 | 1974년 | 1979년 | 1980년 | 1981년 | 2022년 |
| ------ | ------ | ------ | ------ | ------ | ------ | ------ | ------ | ------ |
| 100원  | 150원  | 200원  | 300원  | 500원  | 600원  | 800원  | 2500원 | 2500원 |

## 수신료 금액 결정 절차
수신료 인상여부와 금액은 《방송법》과 《방송법 시행에 관한 방송위원회 규칙》에 따라 최종적으로 국회의 승인을 얻어 확정된다. 수신료 금액인상(안)을 KBS이사회가 심의의결한 후 대한민국 방송통신위원회에 제출하면, 방송통신위원회에서는 접수한 날로부터 60일 이내에 인상(안)과 소정의 승인신청 관련서류를 검토한 후 의견서를 국회에 제출한다. 국회는 통상절차에 따라 이를 처리하게 된다.
KBS는 2007년 정연주 사장시절 수신료 인상을 추진하여 방송법에 따라 (당시) 방송위원회에 인상안을 제출하였다. 당시 방송위원회에는 수신료 인상과 관련된 세부 절차가 규정되지 않았다. 이후 방송위(이후 방송통신위)에서는 수신료 결정절차를 규칙에 포함시켜 세부 서류를 첨부하도록 했다. 이에 따라 KBS는 관련서류를 첨부하여 방송위에 인상안을 제출하였고, 방송위는 이에 대한 의견서를 첨부하여 국회에 제출하였다.

## EBS 수신료배분문제
KBS수신료는 《방송법》(68조)에 따라 징수된 수신료를 한국교육방송공사의 재원으로 일정금액을 지원하고 있다. 《방송법시행령》(49조)에는 매년 수신료의 3%에 해당하는 금액을 한국교육방송공사(EBS)에 지원하도록 규정하고 있다. 지원규모와 관련하여 EBS는 지원확대를 요구하고 있다. KBS 정연주 사장 재임 때 있었던 수신료인상 추진 움직임과 관련하여 EBS는 최대 15%의 배분을 주장하기도 했다. 당시 EBS노조는 "공영방송 EBS의 전체예산 중 공적재원(방송발전기금+수신료(3%))은 20%이며, 이러한 공적재원 구조로는 그 기능과 제 역할을 수행하는데 한계가 있다"며 "공영방송으로서 주어진 사회적 책무를 다하기 위해서는 공적재원이 안정적으로 확보돼야 한다"고 주장하였다.

## 판례
- 수신료는 공영방송사업이라는 특정한 공익사업의 경비조달에 충당하기 위하여 텔레비전수상기를 소지한 특정 집단에 대하여 부과되는 특별부담금에 해당한다[10]
- 피고가 피고 보조참가인으로부터 수신료의 징수업무를 위탁받아 자신의 고유업무와 관련된 고지행위와 결합하여 수신료를 징수할 권한이 있는지 여부를 다투는 이 사건 쟁송은 당사자소송에 의하여야 한다[11]
- KBS수신료는 방송법,전기통사사업법이라는 법령에 따른 것이므로,수신료의 가치실현과 합리적인 수신료 결정에 국민이 관여할 수 있도록,관련 법제도를 정비하겠다.(2020년,강병수 청와대 디지털소통센터장의 발언 중)

## 같이 보기
- 텔레비전방송 수신료 사건
- 한국방송공사
- 한국교육방송공사